# Liste des présidents du Galatasaray Spor Kulübü
 (juin 2021).
Si vous disposez d'ouvrages ou d'articles de référence ou si vous connaissez des sites web de qualité traitant du thème abordé ici, merci de compléter l'article en donnant les références utiles à sa vérifiabilité et en les liant à la section « Notes et références ».
Le tableau ci-dessous liste les présidents de Galatasaray SK depuis sa création en 1905.
| Date      | Nom                       |
| --------- | ------------------------- |
| 1905-1918 | Ali Sami Yen              |
| 1918-1922 | Refik Cevdet Kalpakçioglu |
| 1922-1924 | Yusuf Ziya Önis           |
| 1925      | Ali Haydar Şekip          |
| 1925      | Ali Sami Yen              |
| 1926-1927 | Ahmet Robenson            |
| 1927-1928 | Adnan Ibrahim Pirioglu    |
| 1928-1929 | Necmettin Sadak           |
| 1929-1930 | Abidin Daver              |
| 1930-1931 | Ahmet Kara                |
| 1931-1932 | Tahir Kevkep              |
| 1932-1933 | Ali Haydar Barsa          |
| 1933-     | Ahmet Kara                |
| 1933-     | Fethi Isfendiyaroglu      |
| 1933-1934 | Ali Haydar Barsal         |
| 1935      | -                         |
| 1936-1937 | Saim Gögen                |
| 1937-1939 | Sedat Ziya Kantoglu       |
| 1939      | Nizan Nuri                |
| 1939      | Adnan Akiska              |
| 1940-1942 | Tevfik Ali Çinar          |
| 1942-1943 | Osman Dardagan            |
| 1944-1946 | Muslihittin Peykoglu      |
| 1946-1950 | Suphi Batur               |
| 1950-1952 | Yusuf Ziya Önis           |
| 1953-1954 | Ulvi Yenal                |
| 1954-1956 | Refik Selimoglu           |
| 1957-1959 | Sadık Giz                 |
| 1960-1962 | Refik Selimoglu           |
| 1962-1964 | Ulvi Yenal                |
| 1965-1968 | Suphi Batur               |
| 1969-1973 | Selahattin Beyazit        |
| 1973-1975 | Mustafa Pekin             |
| 1975-1979 | Selahattin Beyazit        |
| 1979-1986 | Ali Uras                  |
| 1986-1990 | Ali Tanrıyar              |
| 1990-1996 | Alp Yalman                |
| 1996-2001 | Faruk Süren               |
| 2001-2002 | Mehmet Cansun             |
| 2002-2008 | Özhan Canaydın            |
| 2008-2011 | Adnan Polat               |
| 2011-2014 | Ünal Aysal                |
| 2014-2015 | Duygun Yarsuvat           |
| 2015-2018 | Dursun Özbek              |
| 2018-2021 | Mustafa Cengiz            |
| 2021-2022 | Burak Elmas               |
| 2022-     | Dursun Özbek              |